# Octopus kapalae
Octopus kapalae is een inktvissensoort uit de familie van de Octopodidae. De wetenschappelijke naam van de soort werd voor het eerst geldig gepubliceerd in 2007 door Mitchell en A. Reid.

## Etymologie
De soortnaam kapalae is afgeleid van het schip FV ‘Kapala’.